# Łąka (powiat oleski)
Łąka (dodatkowa nazwa w j. niem. Lenke) – wieś w Polsce położona w województwie opolskim, w powiecie oleskim, w gminie Zębowice.
W latach 1975–1998 miejscowość należała administracyjnie do województwa opolskiego.

## Nazwa
W 1295 w kronice łacińskiej Liber fundationis episcopatus Vratislaviensis (pol. Księga uposażeń biskupstwa wrocławskiego) miejscowość wymieniona jest jako Lanca we fragmencie Lanca decima more polonico.

## Galeria

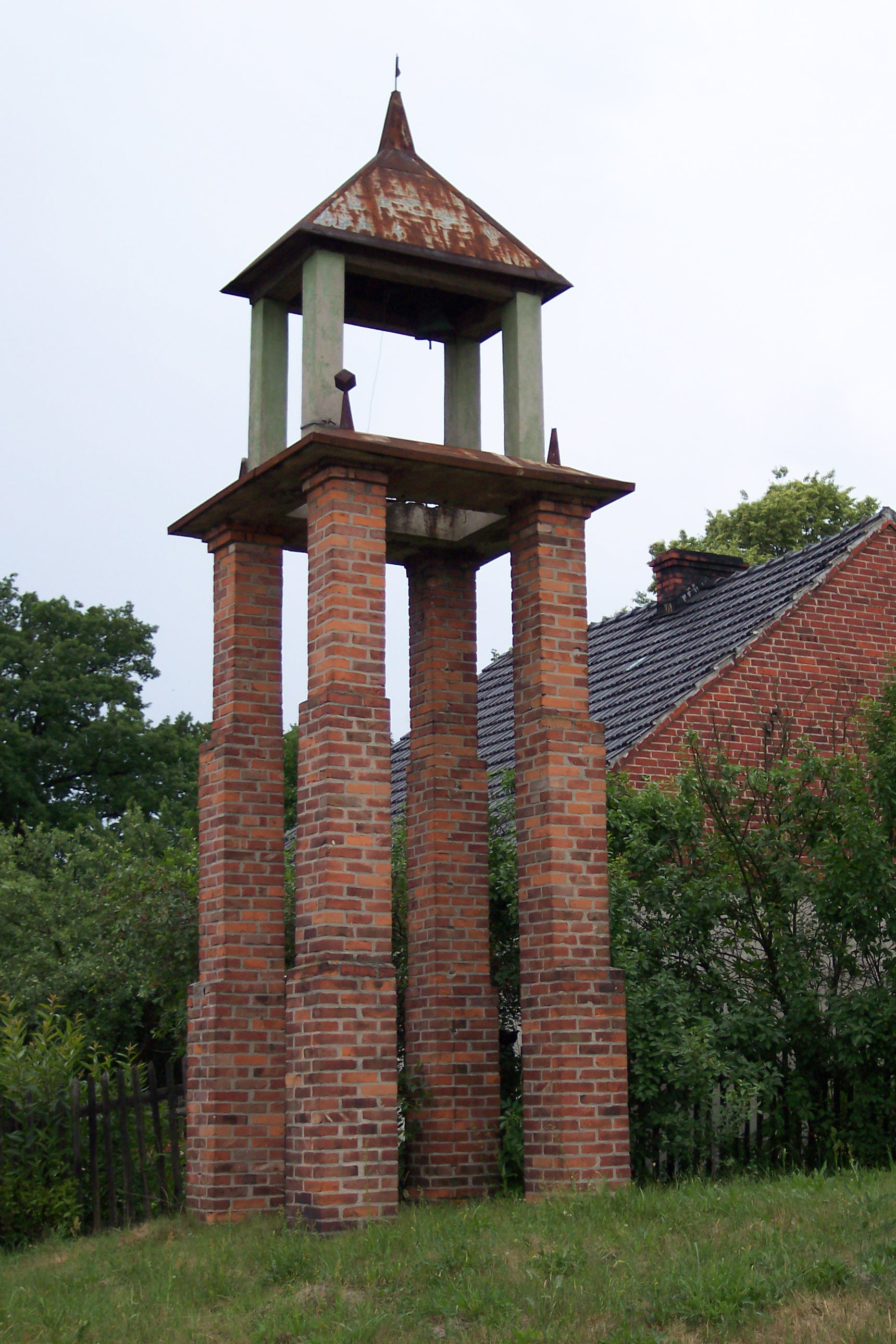
Wieża w Łące
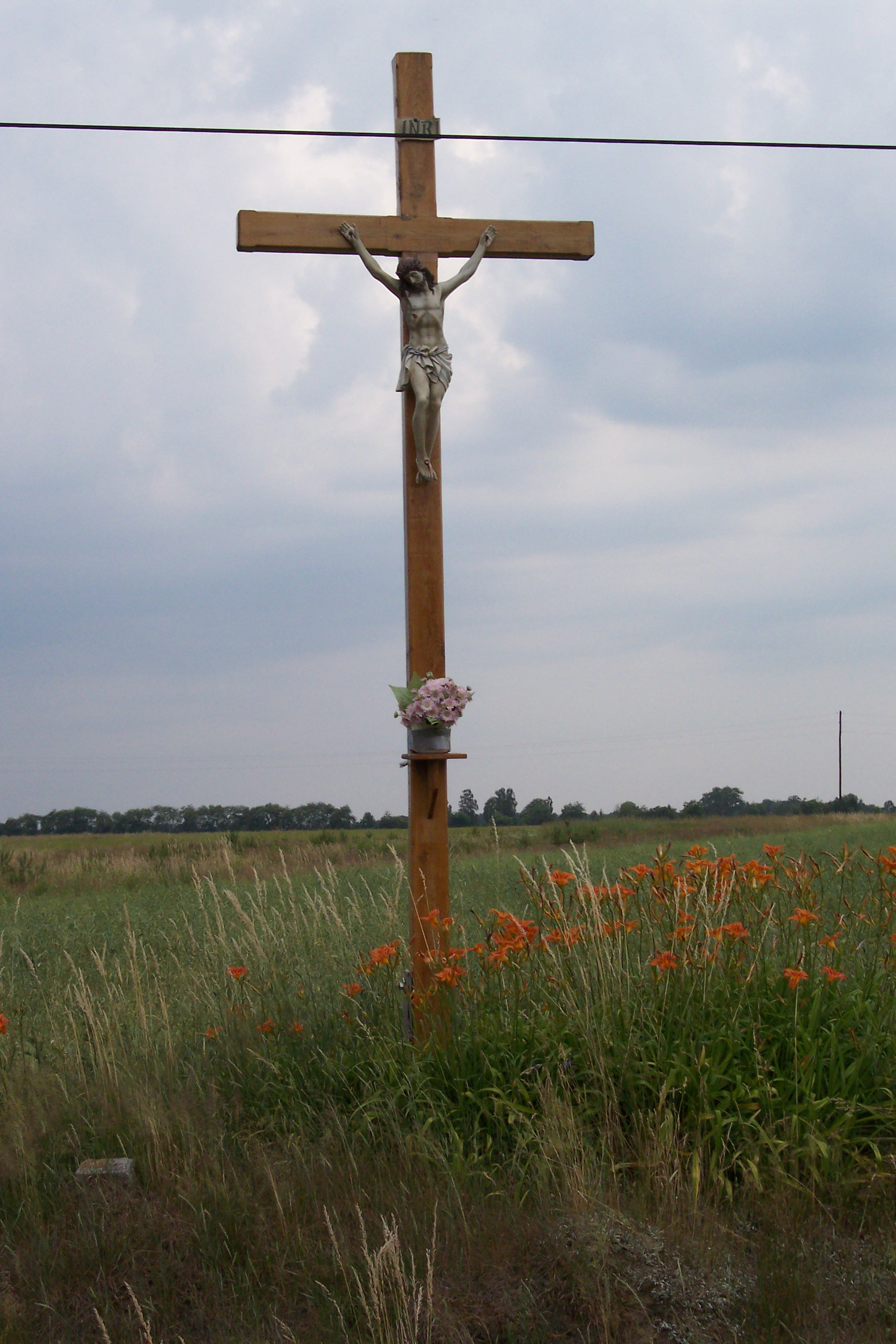
Krzyż przydrożny w Łące